# 萊比錫 (北達科他州)
萊比錫（英語：Leipzig）是位於美國北達科他州格蘭特縣的鬼鎮。

## 歷史
萊比錫的郵局於1896年設立，其後於1915年停運。

## 地理
萊比錫所處的海拔為高於海平面715米（即2346英呎），而該地所採用的時區為UTC-7，即北美山地时区（MST）。同時該地設有夏令時間，為UTC-7調快一小時，即UTC-6（MDT）。